# Joseph Mathon de la Cour
Pour les articles homonymes, voir Mathon et Cour.
Charles-Joseph Mathon de la Cour, né le 6 octobre 1738 à Lyon où il est mort guillotiné le 15 novembre 1793, est un homme de lettres, journaliste et traducteur français.

## Biographie
Fils du mathématicien Jacques Mathon de La Cour, il termina ses études à Paris, et se fit connaitre dans le monde par la variété de ses connaissances. Devenu le beau-frère du poète Antoine-Marin Lemierre, il entretint des relations suivies avec les lettrés et les artistes, qui eurent souvent recours à sa générosité, et remporta plusieurs prix dans les concours de l’Académie des Inscriptions et d’autres sociétés savantes.
Il est rédacteur au Journal des Dames en 1765, aux côtés de Sautreau de Marsy, sous la direction de Catherine de Maisonneuve.
Rappelé à Lyon, en 1770, par la mort de son père, il continua d’y cultiver les lettres et d’y encourager tout ce qui avait un but d’utilité publique. Après avoir contribué à la fondation de la Société philanthropique, il entretint pendant quelque temps un lycée propre à faciliter aux artistes l’exposition de leurs œuvres.
Il chercha à rendre l’eau du Rhône commune dans tous les quartiers de la ville ; il fit venir à ses frais des ouvriers de Paris, afin de rendre le pain meilleur et moins cher au moyen de la mouture économique. C’est encore à lui qu’on dut les secours aux mères nourrices ainsi qu’un asile pour les jeunes enfants. Rapportant tout au bien général, il négligeait le soin de ses propres affaires et ne songeait qu’à celles des autres. Plus d’une fois, il suppléa par des emprunts à l’insuffisance de ses revenus dans l’unique motif de rendre plus de services.
Il a été élu à l'Académie des sciences, belles-lettres et arts de Lyon le 2 mai 1780.
En 1784, il fonda le Journal de Lyon, et y fit insérer un grand nombre de morceaux en vers et en prose. Il a en outre coopéré à la rédaction des premiers volumes de l’Almanach des Muses, du Journal de Musique, du Journal des dames de juin 1764 à juillet 1768, et de plusieurs Almanachs de Lyon.

Par les écrits qu’il publia sur la réforme des finances, Mathon s’associa aux principes de la Révolution française, mais il fut victime de son attachement pour ses concitoyens, dont il avait voulu, durant le siège de Lyon, partager les dangers et les souffrances. Traduit devant le Tribunal révolutionnaire de Lyon, pour avoir rempli les fonctions de président de section après le renversement de Chalier, 29 mai, il ne chercha pas à éluder le sort qui l’attendait : 

« Tu étais noble, lui dit le président Dorfeuille, tu n’as pas quitté Lyon pendant le siège ; lis le décret, tu peux prononcer toi même sur ton sort. Il est sûr, répondit Mathon, que cette loi m’atteint, et je saurai mourir. »

Condamné à mort par le tribunal révolutionnaire de Lyon, le 15 novembre 1793, il fut guillotiné, le même jour. Il était connu dans le monde par l’amabilité de son caractère. Enfin, les archives de l’Académie des sciences, belles-lettres et arts de Lyon contiennent plusieurs mémoires de sa composition.

## Publications

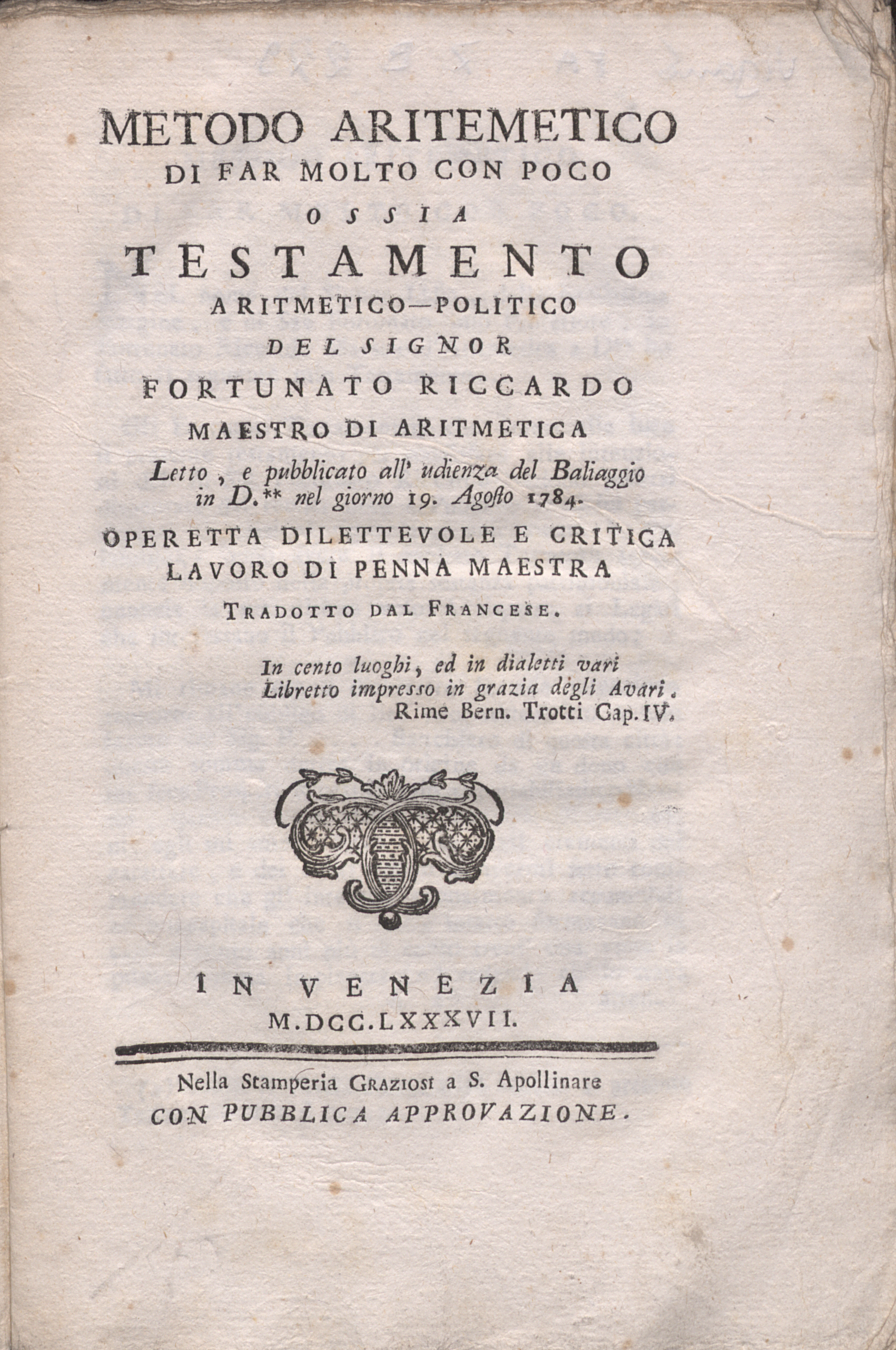
Testament de M. Fortuné Ricard, édition italienne, 1787

- Lettres à Madame***, sur les peintures, les sculptures et les gravures exposées dans le salon du Louvre en 1763, 1763.
- Orphée et Eurydice, tragédie-opéra, par M. Calsabigi, traduite de l’italien, avec des réflexions sur cette pièce, 1764.
- Par quelles causes et par quels degrés les lois de Lycurgue se sont altérées chez les Lacédémoniens jusqu’à ce qu’elles ayent été anéanties, Lyon et Paris, 1767, in-8°.Cette dissertation, couronnée la même année par l’Académie des Inscriptions, avait inspiré à l’auteur l’idée de composer une histoire de Lacédémone, mais cet ouvrage n’a pas paru.
- Discours sur le danger de la lecture des livres contre la religion par rapport à la société, 1770.
- Discours sur les meilleurs moyens de faire naitre et d’encourager le patriotisme dans une monarchie : qui a remporté le prix dans l’Académie de Châlons-sur-Marne, le 25 aout 1787, Paris, Cuchet & Gattet, 1787, 56 p. (lire en ligne).
- Collection de comptes-rendus, pièces authentiques, états et tableaux concernant les finances de France depuis 1758 jusqu’en 1787, 1788.
- Discours sur le patriotisme français ; Lyon, 1762, in-8°.
- Lettres sur l’Inconstance, Paris, 1763, in-12, à l’occasion de la comédie de Dupuis et Desronais, par Collé.
- Lettres sur les peintures, sculptures et gravures exposées au salon du Louvre, Paris, 1763-1765-1767, 3 vol. in-12.
- Orphée et Euridice, opéra trad. de l’italien, 1765, in-12.
- Lettre sur un fait concernant l’inoculation, 1765, in-8°.
- Sur le danger de la lecture des livres contre la religion, Paris, 177o, in-8°.Discours couronné par l’Académie de l’immaculée Conception de Rouen.
- Lettres sur les Rosières de Salency, Lyon, 1782, in-12.
- Testament de M. Fortuné Ricard, maitre d'arithmétique à D***, Lyon, 1784 (lire en ligne), in-8°.
  - (it) Metodo aritemetico di far molto con poco ossia testamento aritmetico-politico, Venise, Antonio Graziosi, 1787 (lire en ligne)
- Collection des comptes-rendus, pièces authentiques, écrits et tableaux concernant les finances de la France depuis 1758 jusqu’en 1789, Paris, 1788, in-4°.
- Sur le patriotisme dans une monarchie ; Paris, 1788, in-8°.Discours ayant obtenu un prix à l’Académie de Châlons-sur-Marne en 1787.